# 富圖納板塊

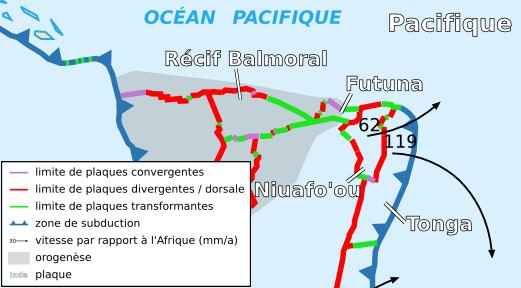
富圖納板塊和鄰近板塊

富圖納板塊（Futuna Plate）是太平洋南部的小型板塊，位於富圖納島附近。富圖納板塊的北面是太平洋板塊，南接澳洲板塊，東臨紐阿福歐板塊。